# David Agrech
David Agrech, né le 28 février 1978 à Villefranche-de-Rouergue, est un écrivain français, auteur de roman policier.

## Biographie
Il « passe sa jeunesse dans une banlieue pavillonnaire de la région de Paris » et obtient un baccalauréat littéraire (option théâtre). Il entre ensuite en philosophie à la Sorbonne et consacre un mémoire de maîtrise à Maurice Merleau-Ponty. Pendant ses études, il occupe divers petits emplois : manutentionnaire dans l'agro-alimentaire, rédacteur pour une encyclopédie en ligne aujourd'hui disparue, acteur, enquêteur client-mystère, directeur d'une revue éphémère, photographe. Il se destine finalement à l'enseignement et devient professeur de littérature dans des collèges et lycées des Hauts-de-Seine et du Val-d'Oise.
En 2010, il fait paraître Deux mille kilomètres avec une balle dans le cœur, un premier roman policier qui remporte le Prix du roman d'aventures. Le récit raconte les mésaventures de Daniel, une petite frappe qui passe ses journées à jouer aux courses et qui oblige chaque nuit sa sœur, mariée à un investisseur immobilier, à l'héberger sous son toit. Un soir, sans qu'il sache pourquoi, il devient la cible d'un tueur retrouvé peu après sans vie. À cette occasion, il est certain qu'un ange gardien a veillé sur lui, sans comprendre la raison de cette bienveillance. Alors que la police prend l'affaire en main, il décide donc de mener une enquête de son côté pour découvrir l'identité de son sauveur.

## Œuvre

### Roman policier
- Deux mille kilomètres avec une balle dans le cœur, Paris, Édition du Masque[3], coll. « Le Masque » no 2530, 2010  (ISBN 978-2-7024-3512-0)

### Essais
- L'Art d'aimer, revue d'essais critiques, no 1 à 6, 2000-2002